# Luis Guzmán

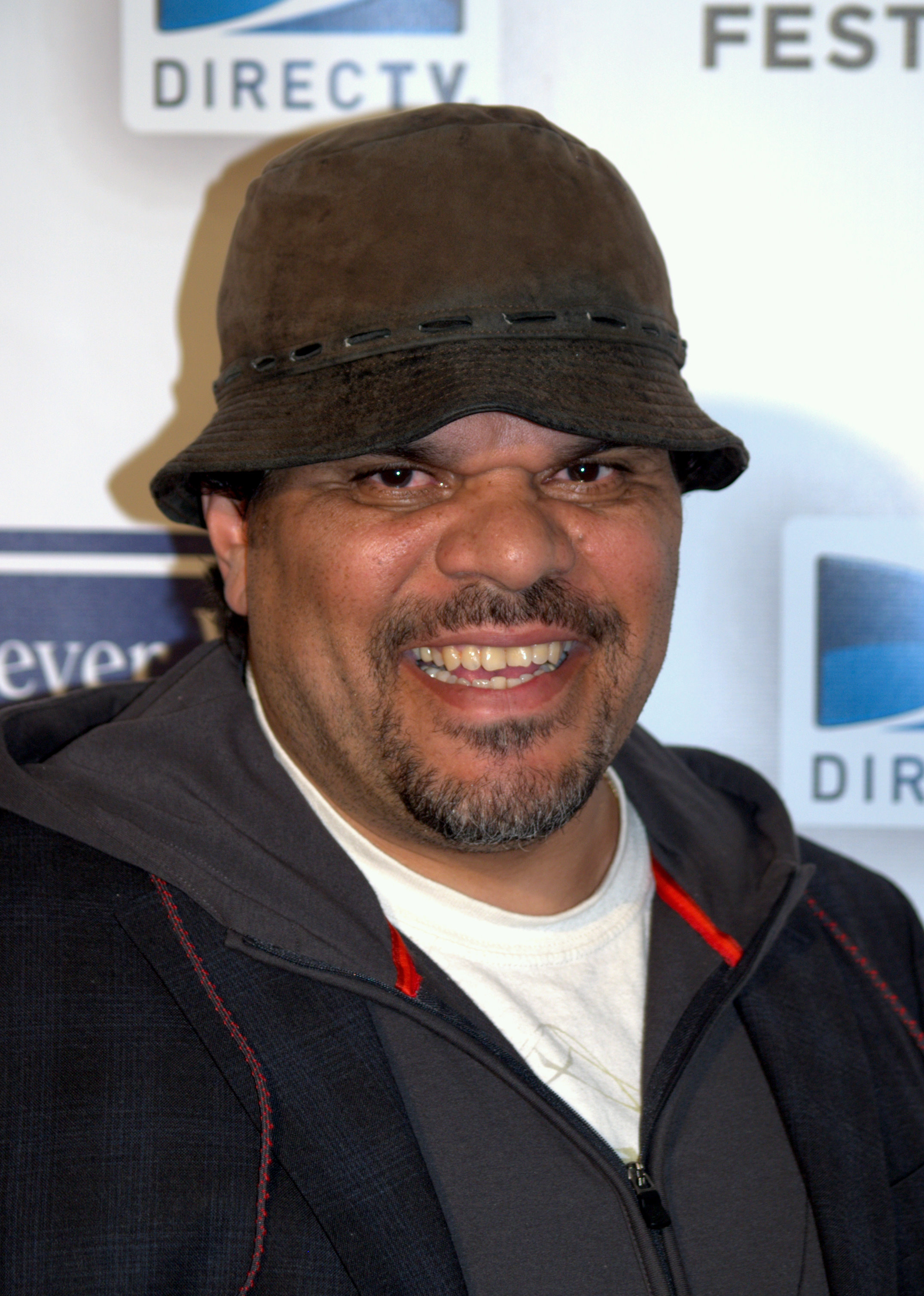
Luis Guzmán el 2009 al festival del film de Tribeca.

Luis Guzmán (Cayey, 28 d'agost de 1956) és un actor porto-riqueny.
Ha treballat amb el director Steven Soderbergh, als films Un embolic molt perillós, The Limey, i Traffic, així com amb Paul Thomas Anderson, a Boogie Nights, Magnolia i Punch-Drunk Love. També ha donat la veu de Ricardo Diaz a Grand Theft Auto: Vice City Stories. Ha protagonitzat la sèrie original d'HBO How to Make It in America i el 2015 va interpretar al narcotraficant Gonzalo Rodríguez Gacha en la sèrie de Netflix Narcos. També ha protagonitzat el drama mèdic de la CBS Code Black, on retrata la infermera sènior Jesse "Mama" Salander.
Guzmán va néixer a Cayey, Puerto Rico, i va créixer al Greenwich Village de Nova York i el veinat circumdant de Lower East Side. La seva mare, Rosa, era una treballadora d'hospital i, el seu padrastre, Benjamin Cardona, era un reparador de televisió. Va començar com a treballador social i va continuar com a actor, esdevenint fortament implicat amb el teatre de carrer i amb pel·lícules independents.
Guzman ha participat en moltes pel·lícules com: Carlito's Way: Rise to Power, Carlito's way: Rise to Power, Welcome to Collinwood, Stonewall, Waiting... The Salton Sea, i Lemony Snicket A Sèries of Unfortunate Events. També ha aparegut en els programes de televisió Homicide: Life on the Street, Frasier i Oz i també va participar en el videojoc Grand Theft Auto:Vice City i la seva preqüela Grand Theft Auto:Vice City Stories. Guzmán va protagonitzar la comèdia televisiva del 2003 Luis, i és un comentarista a VH1 /Love the '80 s, així com I love toys i les seves seqüeles, incloent-hi I love the '70 s i I Love the '90 s. Va co-protagonitzar  la  sèrie d'HBO del 2007 John from Cincinnati. A principis del 2008, Guzmán va protagonitzar els anuncis per televisió "Naturally Aged Cheddar Hunks" per Cabot Creamery. També ha aparegut en el vídeo musical "Yes we can." El 2010 va protagonitzar How to Make It in America d'HBO.

## Cinema
- 1983: Scarface: Un assassí
- 1988: Crocodile Dundee II: Jose
- 1989: Black Rain: Frankie
- 1990: Q & A: Det. Luis Valentin
- 1991: La Manera forta: detectiu Benny Pooley
- 1991: McBain: Papo
- 1993: Mr. Wonderful d'Anthony Minghella
- 1993: Atrapat pel passat (Carlito's Way) de Brian De Palma: Pachanga
- 1994: The Cowboy Way de Gregg Champion: Chango
- 1995: Stonewall
- 1996: El substitut (The Substitute) de Robert Mandel
- 1997: Boogie Nights de Paul Thomas Anderson
- 1997: The Brave de Johnny Depp
- 1998: Snake Eyes de Brian De Palma
- 1998: One Tough Cop de Bruno Barreto
- 1998: Un embolic molt perillós (Out of Sight) de Steven Soderbergh
- 1999: Magnolia de Paul Thomas Anderson
- 1999: El col·leccionista d'ossos (The Bone Collector) de Phillip Noyce: Eddie Ortiz
- 1999: The Limey de Steven Soderbergh: Eduardo Roel
- 2000: Traffic de Steven Soderbergh
- 2001: Doble contratemps (Double Whammy)
- 2002: Punch-Drunk Love de Paul Thomas Anderson
- 2002: Pluto Nash de Ron Underwood: Felix Laranga
- 2002: Executiu agressiu (Anger Management) de Peter Segal
- 2002: La Venjança de Monte-Cristo de Kevin Reynolds
- 2002: El mar de Salton (The Salton Sea)
- 2002: Welcome to Collinwood d'Anthony i Joe Russo
- 2003: Runaway Jury de Gary Fleder
- 2003: Dumb & Dumberer: quan Harry va trobar Lloyd de Troy Miller
- 2003_ Confidence de James Foley
- 2005: Waiting... de Rob McKittrick
- 2005: Carlito's Way: Rise to Power, de Michael Scott Bregman
- 2005: Dreamer de John Gatins
- 2006: Fast Food Nation
- 2008: Cleaner de Renny Harlin
- 2009: Yes Man de Peyton Reed
- 2009: He's Just Not That Into You de Ken Kwapis
- 2009: Fighting de Dito Montiel
- 2009: The Taking of Pelham 1 2 3 de Tony Scott: Phil Ramos
- 2011: The Caller de Matthew Parkhill: George
- 2011: Arthur de Jason Winer: Bitterman
- 2012: Journey 2,The Mysterious Island de Brad Peyton
- 2013: The Last Stand de Kim Jee-woon: Mike Figuerola
- 2013: La Via de l'enemic de Rachid Bouchareb
- 2013: Els Miller, de Rawson Marshall Thurber: Policia mexicà
- 2014: Top Five de Chris Rock: Bobby El poli
- 2015: 'Portorriquenys a París: Luis
- 2015: Ana Maria in New Land de Georgina Garcia Riedel
- 2016: The Do-Over de Steven Brill: Jorge